# L'Armée des ombres (album)
Pour les articles homonymes, voir L'Armée des ombres (homonymie).
Albums de Mass Hysteria
Live
(2011) Mass Hysteria à l'Olympia
(2013)
L'Armée des ombres est le 7e album studio du groupe de metal industriel français Mass Hysteria, sorti le 27 août 2012.
Il s'agit du premier album avec Vincent Mercier à la basse, à la suite du départ de Stéphan Jacquet, ainsi que le dernier avec Nicolas Sarrouy à la guitare.
Olivier Coursier (ancien guitariste du groupe) a participé à la création de cet album en s'occupant des samples.

## Liste des morceaux
| No  | Titre                        | Durée |
| --- | ---------------------------- | ----- |
| 1.  | Positif à bloc               | 2:57  |
| 2.  | L'homme s'entête             | 3:36  |
| 3.  | Commedia Dell' Inferno       | 3:37  |
| 4.  | Même si j'explose            | 5:05  |
| 5.  | L'esprit du temps            | 3:24  |
| 6.  | Tout doit disparaître        | 4:24  |
| 7.  | Sérum barbare                | 4:04  |
| 8.  | Raison close                 | 4:57  |
| 9.  | Pulsion                      | 2:17  |
| 10. | Vertige des mondes           | 2:50  |
| 11. | La valse des pantins (Bonus) |       |
| 12. | Soyez vous-même (Bonus)      |       |

## Crédits
- Mouss Kelai — chant
- Yann Heurtaux — guitare
- Nicolas Sarrouy — guitare
- Vincent Mercier — basse
- Raphaël Mercier — batterie
- Olivier Coursier — samples